# 福爾斯村 (康乃狄克州)
福爾斯村（英語：Falls Village）是位於美國康乃狄克州利奇菲爾德縣的一個村落與人口普查指定地區。

## 地理
福爾斯村的座標為41°57′23″N 73°21′49″W / 41.95639°N 73.36361°W，而該地最高點為海拔高度196米（即643英尺）。

## 人口
根據2010年美國人口普查的數據，福爾斯村的面積為4.14平方千米，當中陸地面積為4.14平方千米，而水域面積為0.00平方千米。當地共有人口538人，而人口密度為每平方千米129人。